# Parascotia nigra
Parascotia nigra là một loài bướm đêm trong họ Erebidae.